# Paul Parker
Paul Andrew Parker (* 4. April 1964 in West Ham, London, England) ist ein ehemaliger englischer Fußballspieler, der während seiner aktiven Laufbahn vor allem als Spieler der Queens Park Rangers und von Manchester United erfolgreich war. Zudem hat er durch gute Leistungen bei der Fußball-Weltmeisterschaft 1990 in Italien auf sich aufmerksam gemacht, als er einer der besten Spieler in der englischen Nationalmannschaft war.

## Sportlicher Werdegang
Parker begann seine Karriere als Innenverteidiger beim FC Fulham, bevor er sich den Queens Park Rangers anschloss. Dort machte er sich als zuverlässiger und antrittsschneller Abwehrspieler einen Namen, obwohl er für einen Spieler auf dieser Position verhältnismäßig klein gewachsen ist. Durch seine überdurchschnittlichen Leistungen und seine gleichzeitige Einsetzbarkeit als rechter Außenverteidiger wurde der englische Nationaltrainer Bobby Robson auf ihn aufmerksam und ermöglichte Parker 1989 sein Debüt gegen Albanien.
In seinem Verein spielte er fortan weiter in den zentralen Abwehrposition, während er sich in der Nationalmannschaft ein Duell mit Gary Stevens um den Rechtsverteidigerposten lieferte. Für die WM 1990 wurde er dann zunächst als Ersatzmann für Stevens in den Kader berufen, aber nach einer enttäuschenden Leistung von Stevens in der Eröffnungspartie gegen Irland – die 1:1 endete – kam Parker, nach nur fünf Länderspielen zuvor, in der Mannschaft zum Einsatz.
Er nutzte seine Chance, bildete auf der rechten Seite ein Duo mit Chris Waddle und zog mit seiner Mannschaft bis ins Halbfinale ein, in dem man Deutschland gegenüberstand. Parker sollte dort an zwei entscheidenden Szenen beteiligt sein.
Bei Stand von 0:0 fälschte der aus der Mauer herauslaufende Parker in der zweiten Halbzeit einen aus rund 20 Meter getretenen Freistoß von Andreas Brehme so unglücklich ab, dass der Ball in einem hohen Bogen über den englischen Torwart Peter Shilton zum 0:1-Rückstand ins Tor flog. Der Treffer wurde zwar Brehme zugesprochen, aber Parker bemühte sich fortan verstärkt, diese unglückliche Aktion auszugleichen, was ihm in der 81. Minute dann auch gelang.
Auf der rechten Seite nahm er sich den Ball und flankte hoch in den deutschen Strafraum, wo er seinen Mitspieler Gary Lineker fand. Die deutschen Verteidiger sperrten sich bei dem Abwehrversuch gegenseitig und machten dabei unfreiwillig Lineker für einen Torschuss Platz, der die Situation dann auch zum 1:1-Ausgleich nutzen konnte. Auch nach der Verlängerung stand das Spiel noch 1:1 und das Elfmeterschießen sorgte dafür, dass England aus dem Turnier ausscheiden musste. Im bedeutungslosen Spiel um den dritten Platz gegen Italien kam Stevens zurück in die Mannschaft und Parker, der in diesem Turnier eine der positivsten Erscheinungen Englands gewesen war, wurde noch einmal eingewechselt.
Nach der Weltmeisterschaft verschlechterten sich jedoch überraschend wieder seine Perspektiven in der Nationalmannschaft, als der neue Nationaltrainer Graham Taylor in den folgenden Monaten – darunter in nahezu allen Qualifikationsspielen zur EM 1992 in Schweden – verstärkt auf Lee Dixon vom FC Arsenal als Rechtsverteidiger setzte. Bei dem Europameisterschaftsturnier selbst sollten dann im Vorfeld sowohl Parker, Dixon, Stevens als auch Rob Jones verletzt ausfallen, so dass Taylor einen gelernten Innenverteidiger auf die rechte Seite setzen musste. Da dort kein Spieler zur Verfügung stand, der – wie Parker – auf beiden Spielpositionen in gleicher Qualität zurechtkam, war diese schwach besetzte Stelle im englischen Spiel mitentscheidend dafür, dass England bereits nach der ersten Gruppenphase ausschied.
Während dieser Zeit wurde Parker im August 1991 von den stets etwas unter ihren Möglichkeiten spielenden Queens Park Rangers für zwei Millionen Pfund an Manchester United verkauft und debütierte dort als rechter Verteidiger – die mittlerweile auch im Vereinsfußball seine Stammposition darstellte – noch im selben Monat gegen Notts County. Unglücklicherweise hatte Parker in seiner fünfjährigen Zeit im Old Trafford verstärkt mit Verletzungen zu kämpfen und konnte sich daher nach den gewonnenen Meisterschaften in den Jahren 1993 und 1994, als der Verein unter Alex Ferguson die englische Liga zu dominieren begann, nicht mehr dauerhaft zurück in die Mannschaft spielen.
Neben den angesprochenen Meistertiteln gewann er 1992 den englischen Ligapokal und 1993 den FA Cup. In den letzten beiden Jahren konnte Parker – noch verstärkt durch seine Verletzungsanfälligkeit – mit dem aufstrebenden Gary Neville nicht mehr ernsthaft konkurrieren, der ihn dann sowohl bei Manchester als auch in der englischen Nationalmannschaft als rechter Abwehrspieler beerben sollte.
Zuvor hatte Parker im Oktober 1993 nach einer 18-monatigen Länderspielpause ein wichtiges Qualifikationsspiel zur WM 1994 in den Vereinigten Staaten gegen die Niederlande in Rotterdam bestritten. Die Partie verlor England mit 0:2 und Parkers zweite Weltmeisterschaftsteilnahme war damit außer Reichweite.
Als Terry Venables 1994 das Amt des englischen Nationaltrainers übernahm, nominierte er Parker zu dem ersten Spiel in seiner Amtszeit – einem 1:0-Sieg gegen Dänemark im Wembley-Stadion –, vergab aber fortan die Stammposition an Neville. Nach 19 Länderspielen musste Parker somit seine Karriere in der englischen Nationalmannschaft beenden.
Im Jahre 1996 verließ Parker Manchester United ablösefrei und wechselte nach einigen kurzen Engagements in den Amateurfußball, wo er zudem fortan Traineraufgaben übernahm. In den englischen Medien wird Parker häufig als Experte befragt, vor allem zu Themen, die die Queens Park Rangers, Manchester United oder die englische Nationalmannschaft betreffen.

## Erfolge
- Englischer Meister: 1993, 1994
- FA-Cup-Sieger: 1994
- Englischer Ligapokalsieger: 1992
- Charity-Shield-Sieger: 1993, 1994